# Forum for Islamforskning
Forum for Islamforskning (FIFO) er, som navnet siger, et dansk forum for islamforskning, dvs. forskning i islam og muslimer. Forummet blev stiftet i januar 2005 med det formål at give forskere og kandidatstuderende, som arbejder med islam og muslimer i Danmark, mulighed for at koordinere deres indsats og lade sig inspirere af hinandens arbejde.
FIFO udgiver 1-2 gange årligt Tidsskrift for Islamforskning, som er et netbaseret og fagfællebedømt tidsskrift. Tidsskriftet giver den bredere offentlighed mulighed for at få indblik i den aktuelle islamforskning i Danmark.
Medlemskab af FIFO er åbent for personer, som på et akademisk niveau beskæftiger sig med forskning af relevans for viden om islam og muslimer i Danmark.